# Junior (Film)
Junior ist eine US-amerikanische Filmkomödie aus dem Jahr 1994. Der Regisseur war Ivan Reitman, das Drehbuch schrieben Chris Conrad und Kevin Wade. Die Hauptrollen spielen Arnold Schwarzenegger und Danny DeVito, die bereits 1988 im Reitman-Film Twins – Zwillinge zusammen spielten. In einer weiteren Hauptrolle ist Emma Thompson zu sehen.

## Handlung
Die Wissenschaftler Alex Hesse und Larry Arbogast beschäftigen sich mit der Entwicklung der menschlichen Embryos. Sie beschließen, eine befruchtete Eizelle in den Körper von Hesse einzupflanzen und für drei Monate seine Entwicklung zu untersuchen. Dabei nutzen sie eine anonyme Eizelle, wobei sich später herausstellt, dass es die Eizelle ihrer Kollegin Diana Reddin ist.
Nach drei Monaten sollte die Schwangerschaft abgebrochen werden, doch Hesse entscheidet sich dafür, das Kind zu bekommen. Er durchlebt ähnliche Stimmungsschwankungen, wie sie bei schwangeren Frauen üblich sind.
Hesse verliebt sich in Reddin, die verärgert ist, als sie vom Diebstahl erfährt. Später erwidert sie aber seine Gefühle.

## Kritiken
Der Film erhielt gemischte Kritiken. Das Filmkritik-Portal Rotten Tomatoes gibt für den Film 39 % positive Rezensionen an und er hat einen Metascore von 59 von 100 bei Metacritic.
Das Spiel der Hauptdarsteller wurde unter anderem als „überzeugend“ bezeichnet. Der Film wurde genauso als „unterhaltsam“ gelobt wie als „anspruchslos“ kritisiert. Im Lexikon des Internationalen Films wurde er als „harmlose Unterhaltung“ bezeichnet, die keine „große Überraschungen“ biete. In der Zeitschrift Cinema wurde er als „netter Film“ bezeichnet.
Der Filmkritiker Christian Klosz schlug den Film in der Filmothek auf filmpluskritik.com vor und urteilte: Was „Junior“ aber vor allem ausmacht, und ihn so zu einem typischen Ivan Reitman-Film macht, ist die positive Grundhaltung, die ihm zugrunde liegt. Der Film macht gute Laune, ist unterhaltsam, ohne dabei allzu dümmlich zu wirken, und entlässt einen mit dem Gefühl, dass am Ende doch „alles gut“ wird."

## Synchronisation
Die deutsche Synchronisation entstand nach einem Dialogbuch und unter der Dialogregie von Dr. Michael Nowka im Auftrag der Berliner Synchron GmbH Wenzel Lüdecke.
| Darsteller            | Sprecher                 | Rolle                         |
| --------------------- | ------------------------ | ----------------------------- |
| Arnold Schwarzenegger | Thomas Danneberg         | Dr. Alex Hesse                |
| Danny DeVito          | Gerd Duwner              | Dr. Larry Arbogast            |
| Emma Thompson         | Monica Bielenstein       | Dr. Diana Reddin              |
| Mindy Seeger          | Viola Sauer              | Alice (Hesses Assistentin)    |
| Pamela Reed           | Kerstin Sanders-Dornseif | Angela                        |
| Stefan Gierasch       | Raimund Krone            | Edward Sawyer                 |
| Tom Dugan             | Michael Nowka            | Hummer-Mann                   |
| Welker White          | Andrea Solter            | Jenny                         |
| Aida Turturro         | Hansi Jochmann           | Louise                        |
| Kevin West            | Frank-Otto Schenk        | Lyndon Executive              |
| Judy Collins          | Gisela Fritsch           | Naomi                         |
| James Eckhouse        | Hans-Jürgen Wolf         | Ned Sneller                   |
| Frank Langella        | Jürgen Thormann          | Noah Banes                    |
| Kathleen Chalfant     | Gisela Fritsch           | Rezeptionistin                |
| Merle Kennedy         | Bettina Weiß             | Samantha (Banes' Assistentin) |
| Megan Cavanagh        | Ulrike Lau               | Willow                        |

## Auszeichnungen
Carole Bayer Sager, James Newton Howard, James Ingram und Patty Smyth wurden für Look What Love Has Done für die Filmpreise Oscar und Golden Globe in der Kategorie Bester Song nominiert. Arnold Schwarzenegger und Emma Thompson wurden für ihre Rollen für den Golden Globe nominiert.
Die Deutsche Film- und Medienbewertung FBW in Wiesbaden verlieh dem Film das Prädikat wertvoll.